# Henry Colyear Dawkins
Henry Colyear Dawkins (* 1921; † 1992) war ein britischer Forstwissenschaftler.

## Leben
Von 1949 bis 1962 arbeitete er als Ökologe zuständig für die Wälder in Uganda. Sein 1958 veröffentlichtes Werk über die Tropenwälder in Uganda gilt als Klassiker.
Dawkins lehrte später am St. John College in Oxford.
Sein Neffe ist Richard Dawkins.

## Veröffentlichungen (Auswahl)
- 1958 – The management of tropical high forest with special reference to Uganda